# Avenida Túpac Amaru (Pucallpa)
La avenida Túpac Amaru es la vía central para trasladar al centro urbano de Pucallpa y la ciudad de San Fernando, ubicada en la urbe de Pucallpa. Esta fue incentivada por la Municipalidad del distrito de Manantay, junto a la empresa de abastecimiento de EMAPACOP S.A une gran parte del área rural del distrito mismo. La remodelación fue coordinado por la municipalidad provincial de Coronel Portillo con un gasto de 1 millones 125 mil nuevos soles donde incluirán a los mercados mayoristas y minoristas del departamento de Ucayali.